# 不屑
《不屑》是台灣歌手黃鴻升演唱，滾石唱片於2009年6月26日進行預購，2009年7月17日發行的首張EP。

## 專輯介紹
黃鴻升曾經在2008年的第二本圖文集《鬼怒穿》的限量精裝版中附送《鬼混》單曲CD以個人姿態初試啼聲。2009年，滾石唱片正式決定為他發行一張EP，使他正式晉身歌手行列。
本張唱片找來FUN4樂團包辦兩首歌曲的曲詞，同時收錄也是他們創作的《鬼混》，呈現搖滾樂風格特色，並限量推出呈正方體的「鬼寶盒」精裝版本。
2009年9月，因為唱片推出後的銷量良好，單是預購成績已經超過一萬張，滾石唱片其後於2009年9月11日推出CD+DVD限量版，加入《不屑》及《鬼打牆》的音樂錄影帶和專輯製作記錄《獨家側拍鬼靈精怪全紀錄》。

### 唱片版本
- 預購版：1片CD，2009年6月26日進行預購。
- 精裝預購版：1片CD，鬼寶盒包裝，2009年6月26日進行預購。
- 正式版：1片CD，2009年7月17日發行，五種封面可以自由搭配。
- 慶功版：1片CD及1片DVD，2009年9月11日發行。

### 曲目
1. Intro
2. 鬼打牆
《鬼打牆》為《不屑》EP的第二主打歌，由FUN4樂團作曲及填詞，楊聲錚編曲，MV則是取用他在簽唱會和在河岸留言表演的片段。
3. 不屑
《不屑》為《不屑》EP的點題歌曲，也是第一主打歌。與《鬼打牆》一樣，作曲及填詞由FUN4樂團負責，楊聲錚編曲，MV由游紹導演，其中他和MV女主角李維維更有比較浪漫的演出。
4. 鬼混
《鬼混》是黃鴻升從丸子解散後，首次獨唱的歌曲，唱出一種「我要自主」的反叛感受。
5. Outro

## 製作團隊
- 黃鴻升，演唱人。（台灣）
- 游家雍，專輯監製。（台灣）
- 周志豪，專輯製作人。（台灣）
- 楊聲錚，《Intro》、《Outro》作曲，專輯編曲及混音。（台灣）
- FUN4樂團，《鬼打牆》、《不屑》、《鬼混》作曲及填詞。（台灣）
- 王博文，企劃。
- ELLeN：美術指導。
- 黃義文：攝影。

## 成績

### Hito中文排行榜
- 《不屑》 上榜2周 最高名次：第5名[5]

### Channel[V]华语音乐20强
- 《不屑》 上榜2周 最高名次：第14名[6]

### 988最好听音乐榜
- 《不屑》 共4周上榜 最高名次：第9名

### YES933醉心龙虎榜
- 《鬼打牆》 上榜3周 最高名次：第18名[7]